# Phaeogenes conciliator
Phaeogenes conciliator là một loài tò vò trong họ Ichneumonidae.